# Woodruff County
Das Woodruff County ist ein County im US-Bundesstaat Arkansas. Der Verwaltungssitz (County Seat) ist Augusta.

## Geographie
Das County liegt im mittleren Nordosten von Arkansas und hat eine Fläche von 1539 Quadratkilometern, wovon 19 Quadratkilometer Wasserflächen sind. Es grenzt an folgende Countys:
|                | Jackson County | Cross County       |
| White County   |                |                    |
| Prairie County | Monroe County  | St. Francis County |

## Geschichte
Das Woodruff County wurde am 26. November 1862 aus Teilen des Jackson County und des St. Francis County gebildet. Benannt wurde es nach William E. Woodruff (1795–1885), dem Gründer und Herausgeber der Arkansas Gazette.

## Demografische Daten

Alterspyramide des Woodruff County (2000)

Nach der Volkszählung im Jahr 2000 lebten im Woodruff County 8741 Menschen. Davon wohnten 142 Personen in Sammelunterkünften, die anderen Einwohner lebten in 3531 Haushalten und 2439 Familien. Die Bevölkerungsdichte betrug 6 Einwohner pro Quadratkilometer. Ethnisch betrachtet setzte sich die Bevölkerung zusammen aus 67,86 Prozent Weißen, 30,75 Prozent Afroamerikanern, 0,23 Prozent amerikanischen Ureinwohnern, 0,07 Prozent Asiaten, 0,10 Prozent Bewohnern aus dem pazifischen Inselraum und 0,17 Prozent aus anderen ethnischen Gruppen; 0,81 Prozent stammen von zwei oder mehr Ethnien ab. Unabhängig von der ethnischen Zugehörigkeit waren 0,79 Prozent der Bevölkerung spanischer oder lateinamerikanischer Abstammung.
Von den 3531 Haushalten hatten 30,9 Prozent Kinder oder Jugendliche im Alter unter 18 Jahre, die mit ihnen zusammen lebten. 48,6 Prozent waren verheiratete, zusammenlebende Paare, 16,7 Prozent waren allein erziehende Mütter, 30,9 Prozent waren keine Familien. 28,2 Prozent aller Haushalte waren Singlehaushalte und in 14,2 Prozent lebten Menschen im Alter von 65 Jahren oder darüber. Die Durchschnittshaushaltsgröße lag bei 2,44 und die durchschnittliche Familiengröße bei 2,97 Personen.
26,0 Prozent der Bevölkerung waren unter 18 Jahre alt, 8,4 Prozent zwischen 18 und 24, 24,5 Prozent zwischen 25 und 44, 24,4 Prozent zwischen 45 und 64 und 16,7 Prozent waren 65 Jahre oder älter. Das Durchschnittsalter betrug 38 Jahre. Auf 100 weibliche kamen statistisch 89,2 männliche Personen und auf 100 Frauen im Alter von 18 Jahren und darüber kamen durchschnittlich 84,9 Männer.
Das jährliche Durchschnittseinkommen eines Haushalts betrug 22.099 USD, das Durchschnittseinkommen der Familien 27.824 USD. Männer hatten ein Durchschnittseinkommen von 24.051 USD, Frauen 17.995 USD. Das Prokopfeinkommen betrug 13.269 USD. 21,7 Prozent der Familien und 27,0 Prozent der Einwohner lebten unterhalb der Armutsgrenze.

## Kultur und Sehenswürdigkeiten

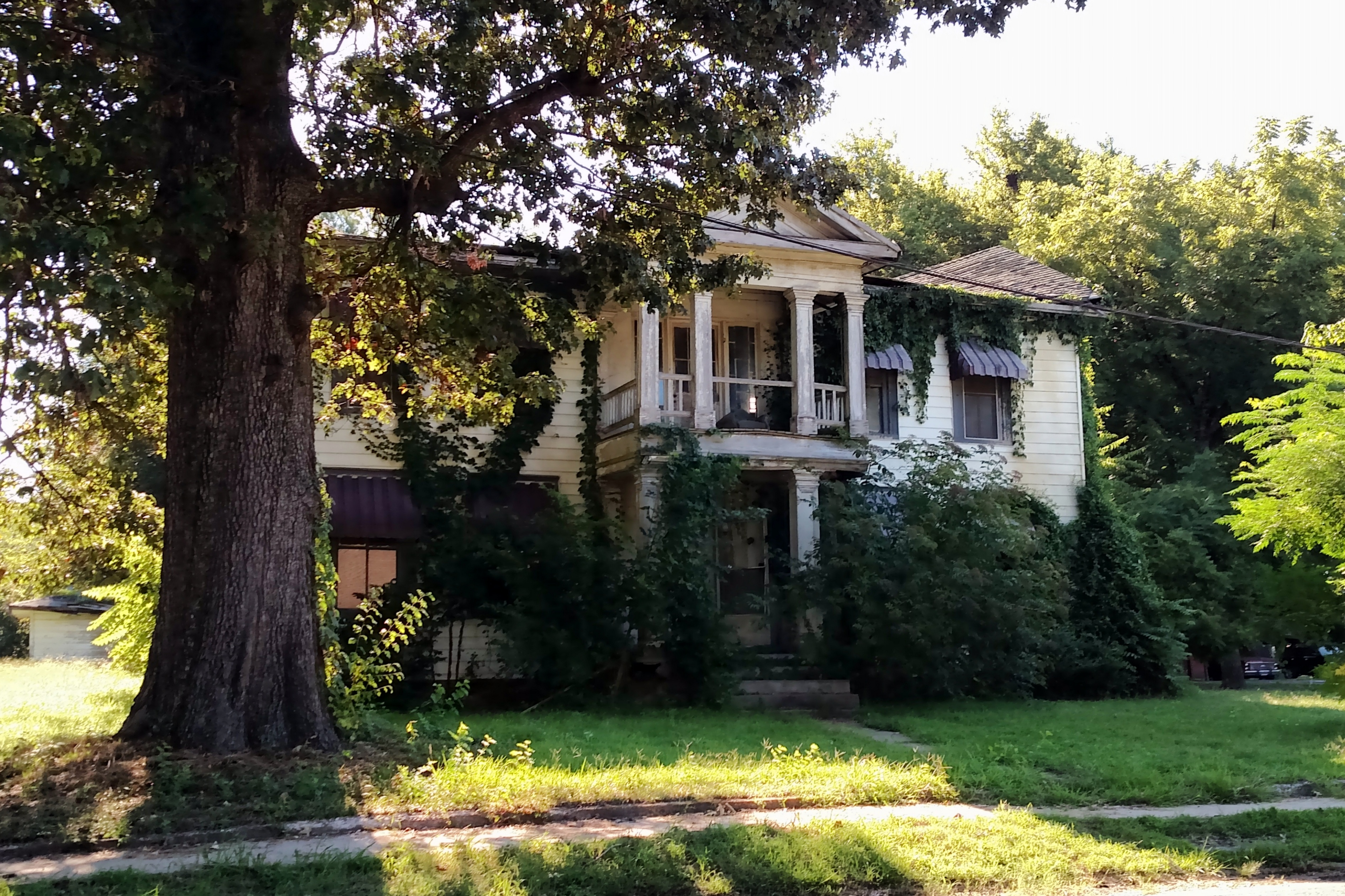
Ferguson House (2015). Dieses 1861 errichtete Wohnhaus ist eines der ältesten Häuser in Augusta wurde im Dezember 1975 als erstes Objekt des County im NRHP eingetragen.

17 Bauwerke, Stätten und historische Bezirke (Historic Districts) des Countys sind im National Register of Historic Places („Nationales Verzeichnis historischer Orte“; NRHP) eingetragen (Stand 23. Juli 2022), darunter das Gerichts- und Verwaltungsgebäude des County und drei Historic Districts.

## Orte im Woodruff County
- Augusta
- Barson
- Becton
- Bemis
- Bulltown
- Casey
- Cavell
- Colona
- Cotton Plant
- Daggett
- DeView
- Dixie
- Fitzhugh
- Goodrich
- Grays
- Gregory
- Hillemann
- Howell
- Hunter
- Little Dixie
- Maberry
- McClelland
- McCrory
- McGregor
- Morton
- Negro Head Corner
- New Augusta
- Overcup
- Patterson
- Penrose
- Pumpkin Bend
- Revel
- Riverside
- Tip
- Union
- Wiville

Townships
- Augusta Township
- Freeman Township